# ハイク・ナハペト

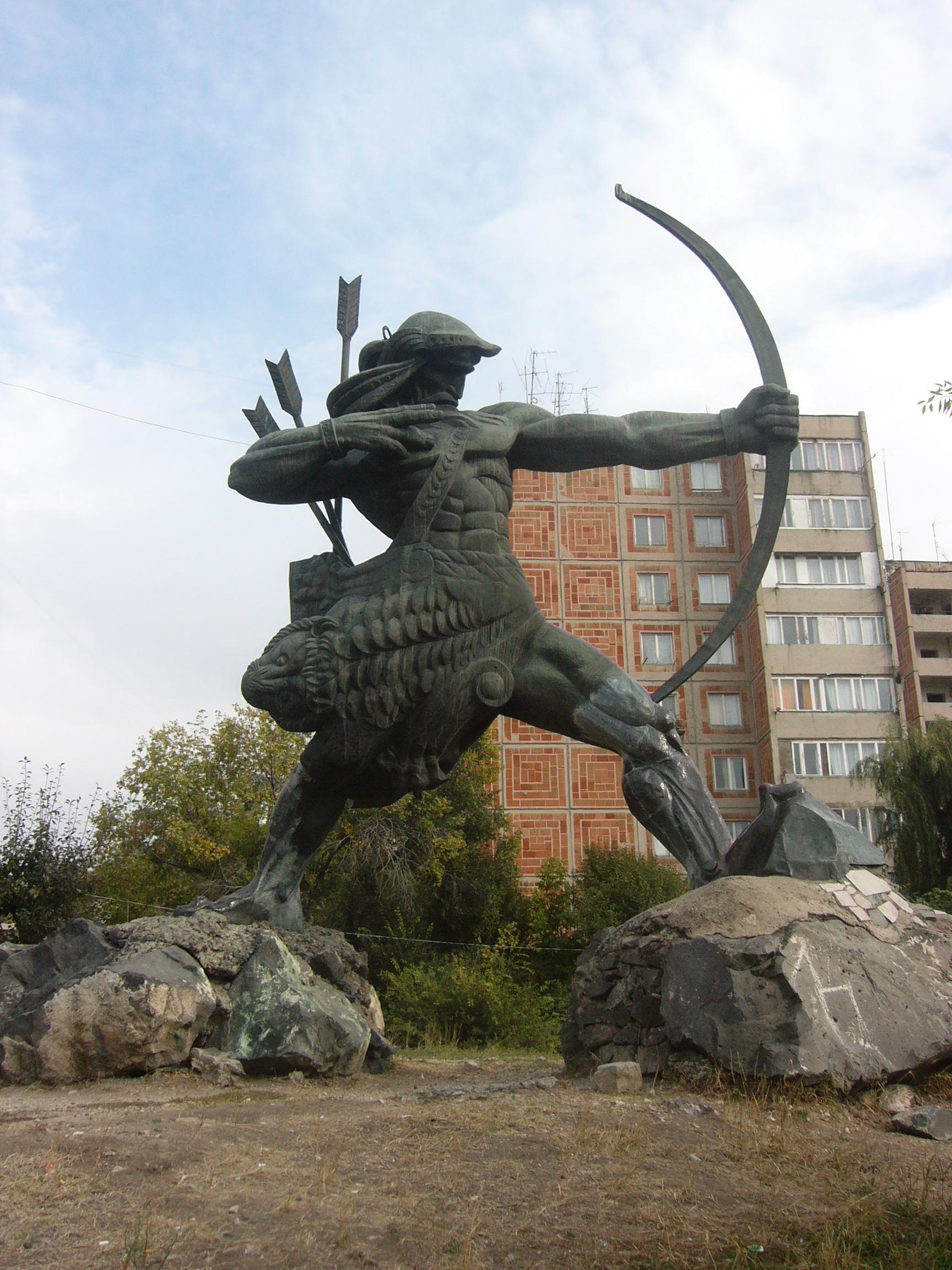
エレバンのハイク像

ハイク・ナハペト（アルメニア語: Հայկ Նահապետ、Hayk Nahapet）は、アルメニア人の始祖王、ハイ族の族長である。ノアの玄孫、ヤペテの曾孫、ゴメルの孫、トガルマの子にあたる。子孫には、アルメニアを興したアルメナケ、伝説的なアルメニアの大英雄である美麗王アラが居る。
彼の記述は歴史家モーセス･ホレナツィのアルメニア史に記載されている。

## アルメニア
ハイクはノアの箱舟がたどり着いた地アララト山の麓に住み、一族をハイ(Hay)族、住む土地をHaykとペルシア語で国をあらわすスターンを合わせてハヤスタン(Hayastan)としていた。（現在のアルメニアの正式名称である Hayastani Hanrapetutyun と引き継がれる事となる。）
ハイクの昆孫の、Armens族の族長アルメナケ（Armenak または Aram）が、一族を率い独立しアルメニア族としたのが、アルメニアという国名の由来である。最古のアルメニアの記述は紀元前521年のベヒストゥン碑文に残っている。

## 伝承

### ハイクとベル王

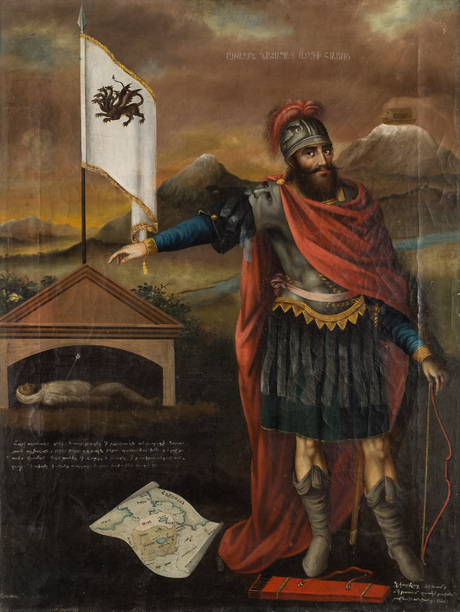
Mkrtum Hovnatanian(1779–1846)作"Hayk"。アルメニア民族の伝承を元にした作品、ハイクが放った矢がベル王の胸に刺さったまま墓に収められ、地図にはアララト山、ノアの箱舟、ヴァン湖地域が示されている

モーセスの記述では、ハイクは巻き毛、輝く目、ハンサムで人望が厚く、そして強力な武器を持っていた。彼は巨大な身長を持ち、強力な射手であり大胆不敵な戦士の男だった。 ハイ族は、彼らの祖先ノアとヤペテの時から、バビロン近くの暖かい土地に向かって南進していた。その土地では邪悪な巨人ベルが支配していた。 ベル王はハイ族を自分の専制政治下に課すことを試みた。しかし、誇り高いハイクはベルの軍門に下る事を拒否した。彼の息子Aramaneakが生まれるとすぐに、ハイクは立ち上がって北方アララト山の麓にハイ族を導き、村を作り彼の名前からHaykashenという名前をつけた。

### 巨人達との戦い、そしてベルの敗北
ハイクとその部下は峠ですぐさまベル王と軍隊の前衛を発見した。ヴァン湖南東のJulamerk近郊Dyutsaznamartにて、紀元前2492年8月11日　もしくは紀元前2107年 ハイクが長弓を使い不可能に近い距離からベルを射殺し、王の部隊を混乱に陥れた。ベルと彼の部下が戦死した丘を「墓」を意味Gerezmankと名付け、ベルの死体をミイラにし、ベル王の妻や息子たちに見せしめるため高い場所に埋葬するよう命じた。

### 比較神話学
ハイクが射殺す図はベルやニムロドに向けられるなど様々である。アルメニア語に翻訳された聖書でオリオン座はハイクとも名前が付けられている。ハイクがベルの治めるバビロンから一度逃げ最終的に射殺す様は、ゼウスがティーターンから一度コーカサスの山に逃れ、最終的に致命的な矢を投じ倒す様と比較できる。いくつかのアルメニア語は、ハイクの基となるギリシア神話のヘーラクレースから残っている。